# Риу-Бранку (Акри)

Риу-Бранку на карте штата.

Риу-Бранку (порт. Rio Branco) — муниципалитет в Бразилии, входит в штат Акри. Составная часть мезорегиона Вали-ду-Акри. Входит в экономико-статистический микрорегион Риу-Бранку. Население составляет 336 038 человек на 2010 год. Занимает площадь 8835,541 км². Плотность населения — 38,03 чел./км².

## История
Город основан 28 декабря 1882 года.

## Границы
Муниципалитет граничит:	
- на севере — муниципалитет Бужари
- на северо-западе и на западе — муниципалитет Сена-Мадурейра
- на северо-востоке — муниципалитет Порту-Акри
- на востоке — муниципалитет Сенадор-Гиомард
- на юге — муниципалитет Шапури
- на юго-западе — муниципалитет Бразилея
- на юго-востоке — муниципалитет Капишаба

## Демография
Согласно сведениям, собранным в ходе переписи 2010 г. Национальным институтом географии и статистики (IBGE), население муниципалитета составляет:
| Полное население                               | Полное население                               | Полное население                               | Полное население                               | 336 038 |
| ---------------------------------------------- | ---------------------------------------------- | ---------------------------------------------- | ---------------------------------------------- | ------- |
| в том числе:                                   | Городское население                            | 308 545                                        | Процент городского населения, %                | 91,82   |
|                                                | Сельское население                             | 27 493                                         | Процент сельского населения, %                 | 8,18    |
|                                                | Мужское население                              | 163 592                                        | Процент мужского населения, %                  | 48,68   |
|                                                | Женское население                              | 172 446                                        | Процент женского населения, %                  | 51,32   |
| Плотность населения, чел/км²                   | Плотность населения, чел/км²                   | Плотность населения, чел/км²                   | Плотность населения, чел/км²                   | 38,03   |
| Население муниципалитета в % к населению штата | Население муниципалитета в % к населению штата | Население муниципалитета в % к населению штата | Население муниципалитета в % к населению штата | 45,81   |

По данным оценки 2015 года, население муниципалитета составляет 370 550 жителей.

## Важнейшие населенные пункты
| № | Населённый пункт | Населённый пункт (порт.) | Категория | Население чел. (2010) | На карте                        |
| - | ---------------- | ------------------------ | --------- | --------------------- | ------------------------------- |
| 1 | Риу-Бранку       | Rio Branco               | город     | 308 545               | 9°58′29″ ю. ш. 67°49′20″ з. д.  |
| 2 | Санта-Сесилия    | Santa Cecília            | поселок   | 1322                  | 10°00′59″ ю. ш. 67°43′01″ з. д. |
| 3 | Алберт-Сампайу   | Albert Sampaio           | поселок   | 677                   | 7°40′02″ ю. ш. 72°48′44″ з. д.  |
| 4 | Кустодиу-Фрейри  | Custódio Freire          | поселок   | 540                   | 9°54′31″ ю. ш. 67°53′22″ з. д.  |
| 5 | Жоржи-Калуми     | Jorge Kalume             | поселок   | 358                   | 9°56′26″ ю. ш. 67°55′08″ з. д.  |
| 6 | Белу-Жардин      | Belo Jardim              | поселок   | 283                   | 9°58′03″ ю. ш. 67°44′01″ з. д.  |
| 7 | Дон-Моасир       | Dom Moacir               | поселок   | 257                   | 10°01′01″ ю. ш. 67°40′26″ з. д. |
| 8 | Вила-Верди       | Vila Verde               | поселок   | нет данных            | 9°56′08″ ю. ш. 68°18′15″ з. д.  |
| 9 | Самаума          | Samauma                  | поселок   | нет данных            | 9°59′00″ ю. ш. 68°01′53″ з. д.  |

## Статистика
- Валовой внутренний продукт на 2005 год составляет 2 371 306 740 реалов (данные: Бразильский институт географии и статистики).
- Валовой внутренний продукт на душу населения на 2005 год составляет 7756,19 реалов (данные: Бразильский институт географии и статистики).
- Индекс развития человеческого потенциала на 2000 год составляет 0,754 (данные: Программа развития ООН).

## Климат
Климат местности: экваториальный.

## Галерея

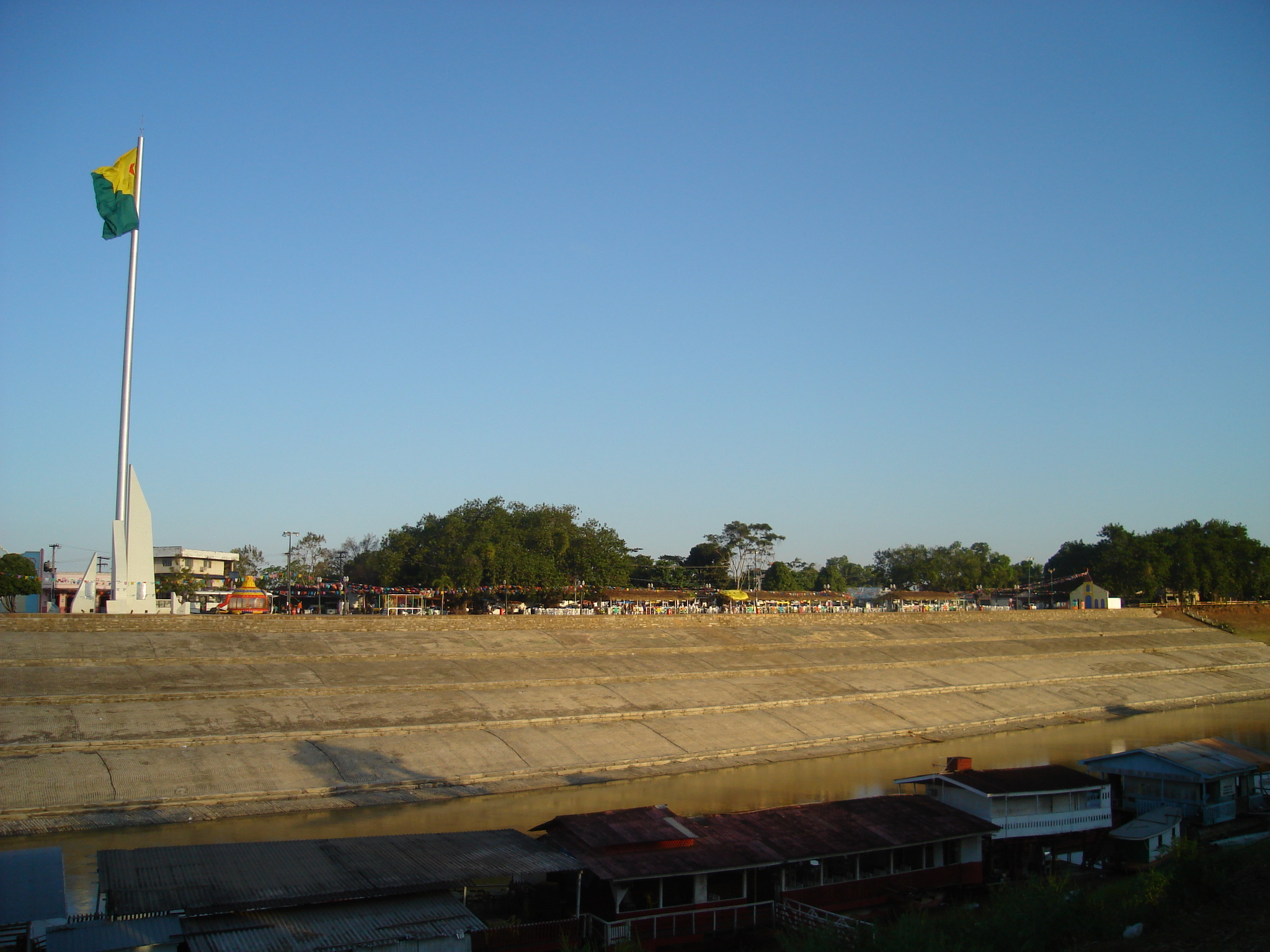
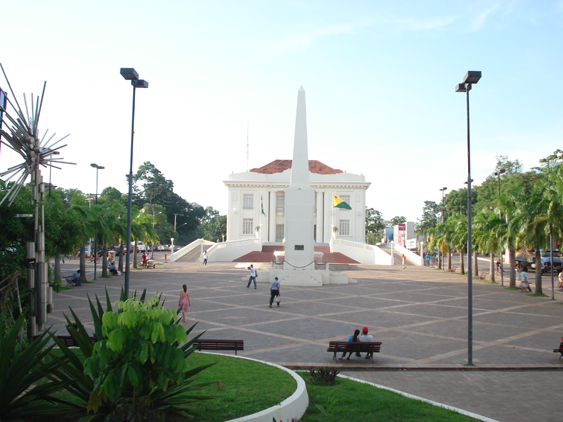
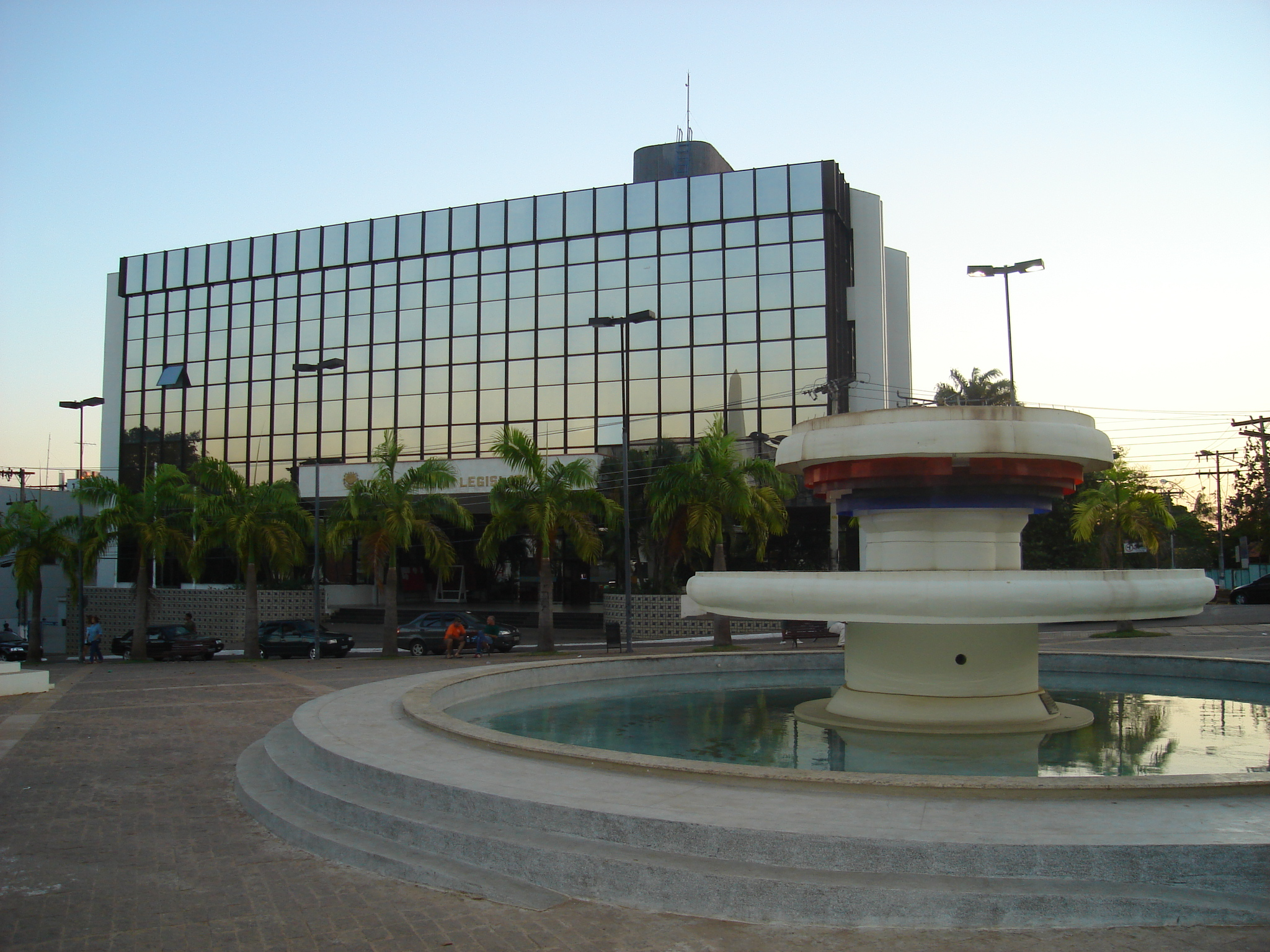
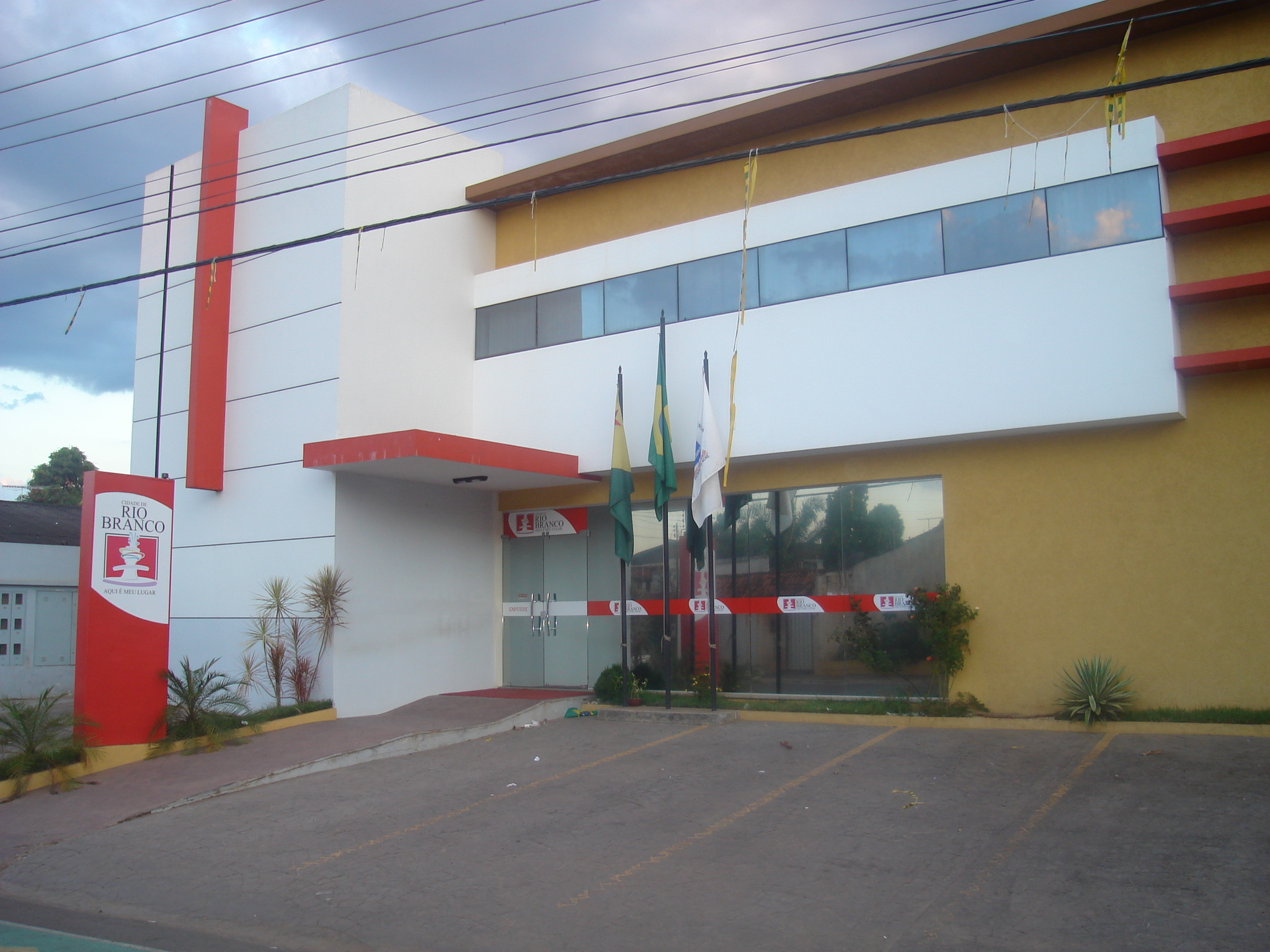
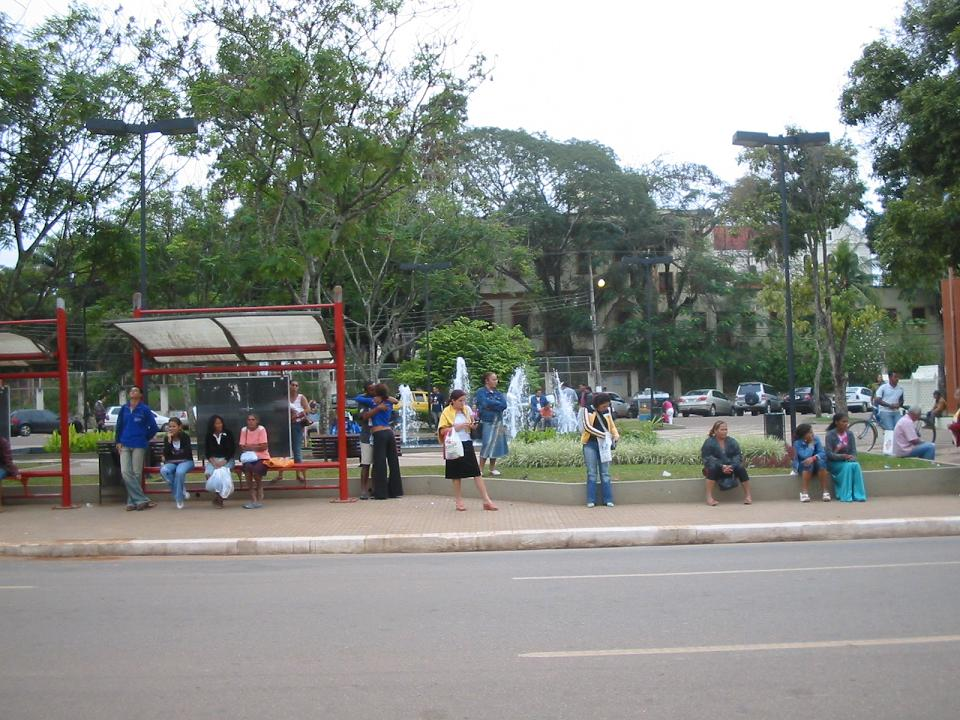
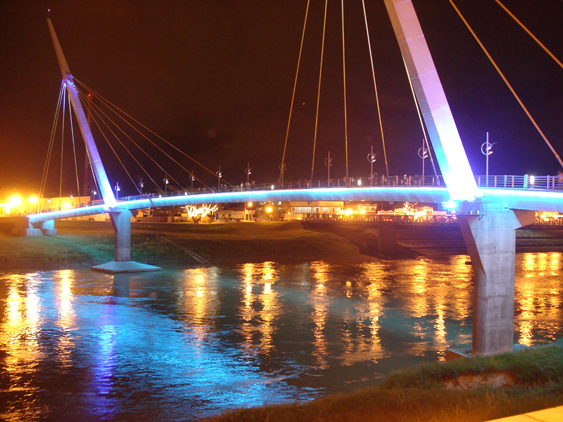
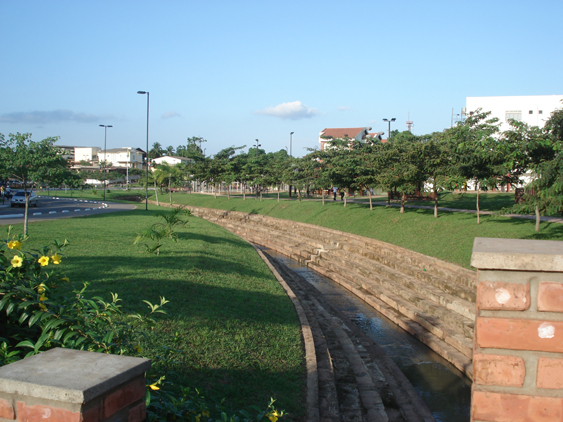
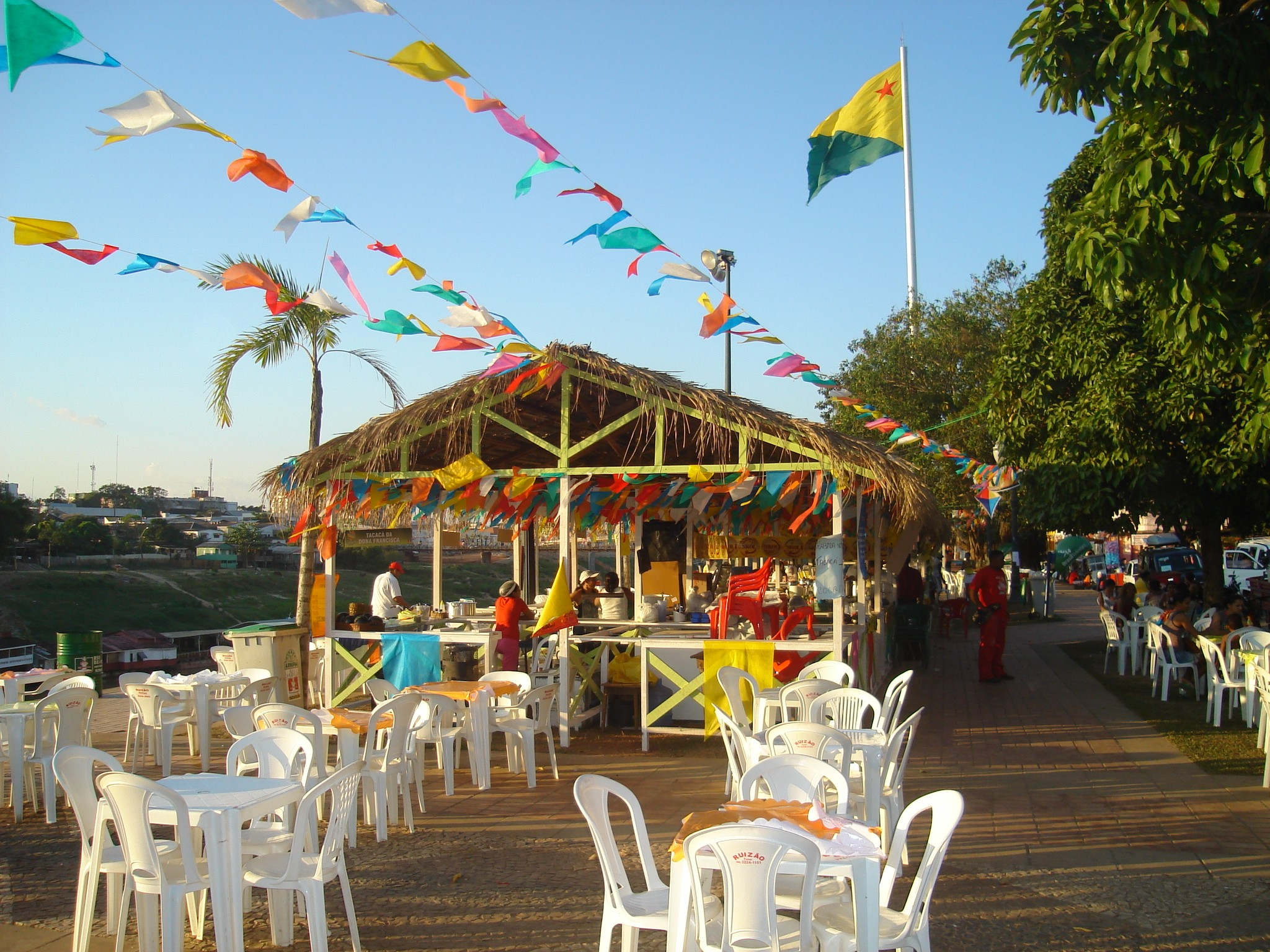
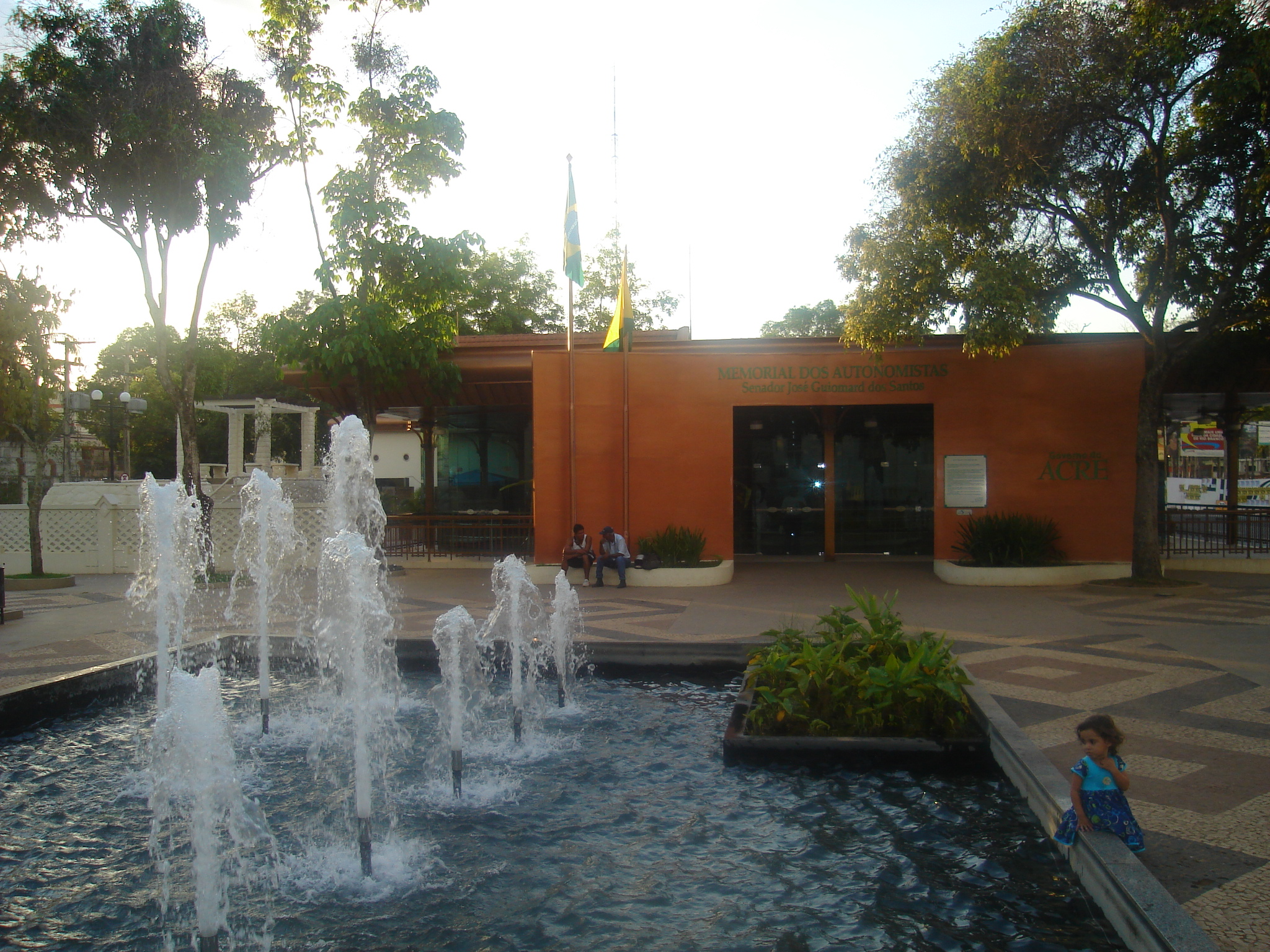
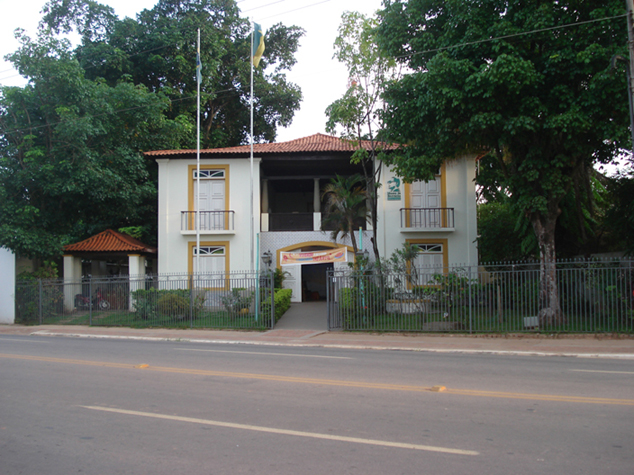
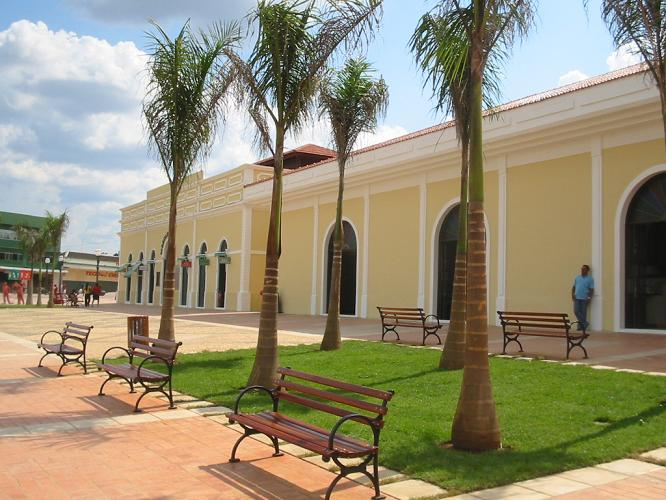
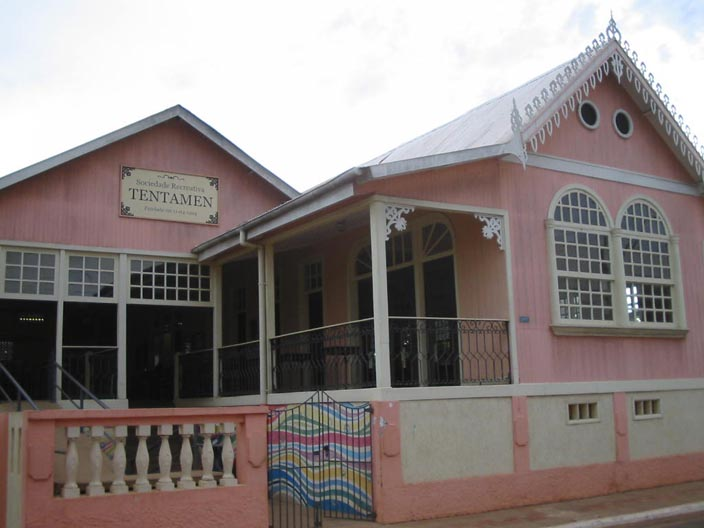
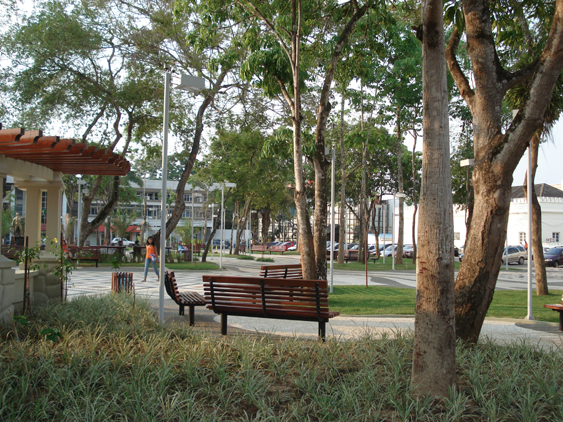
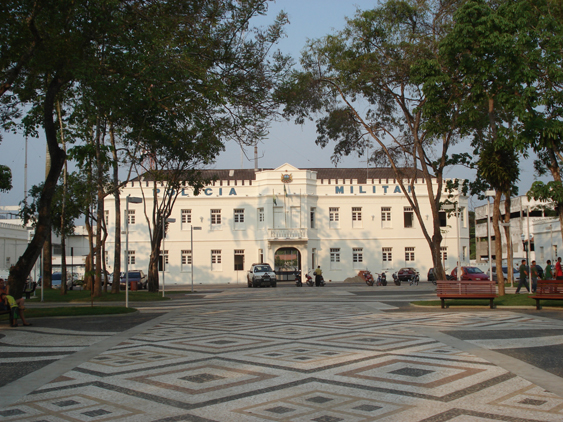
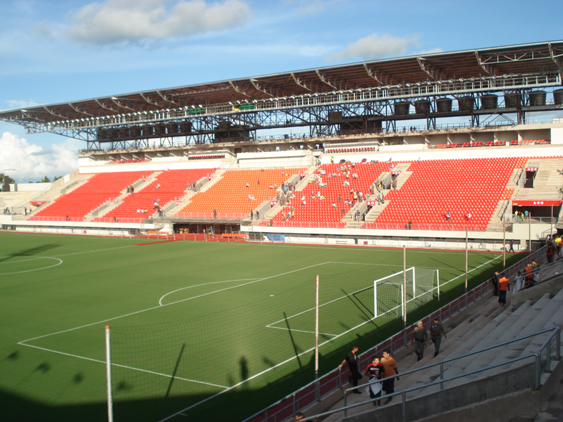
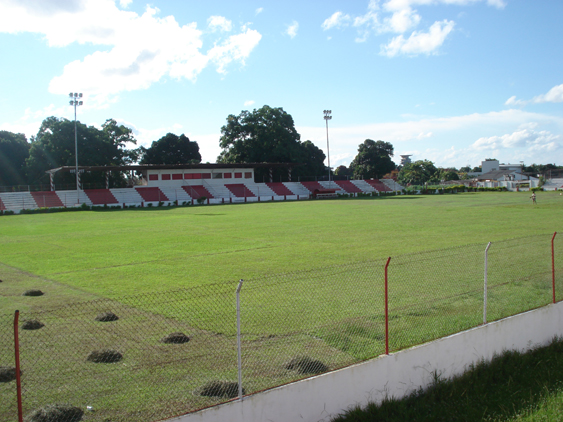
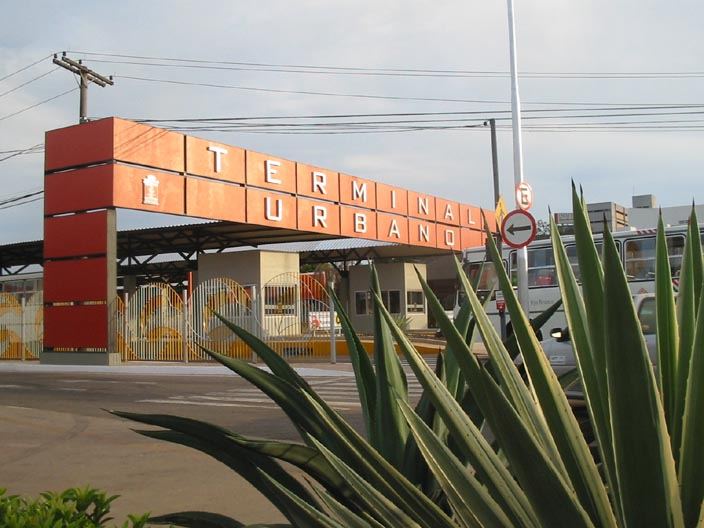
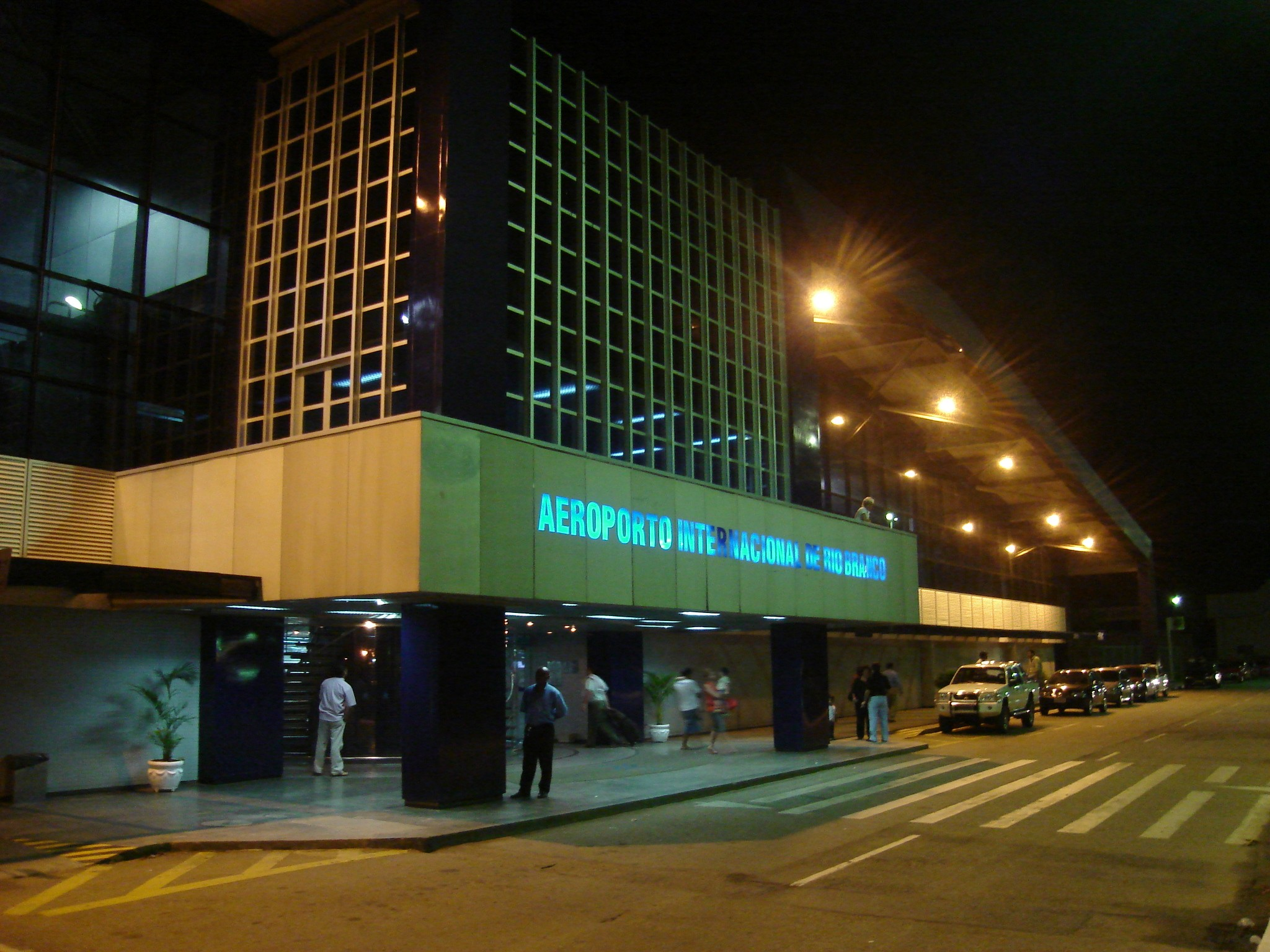
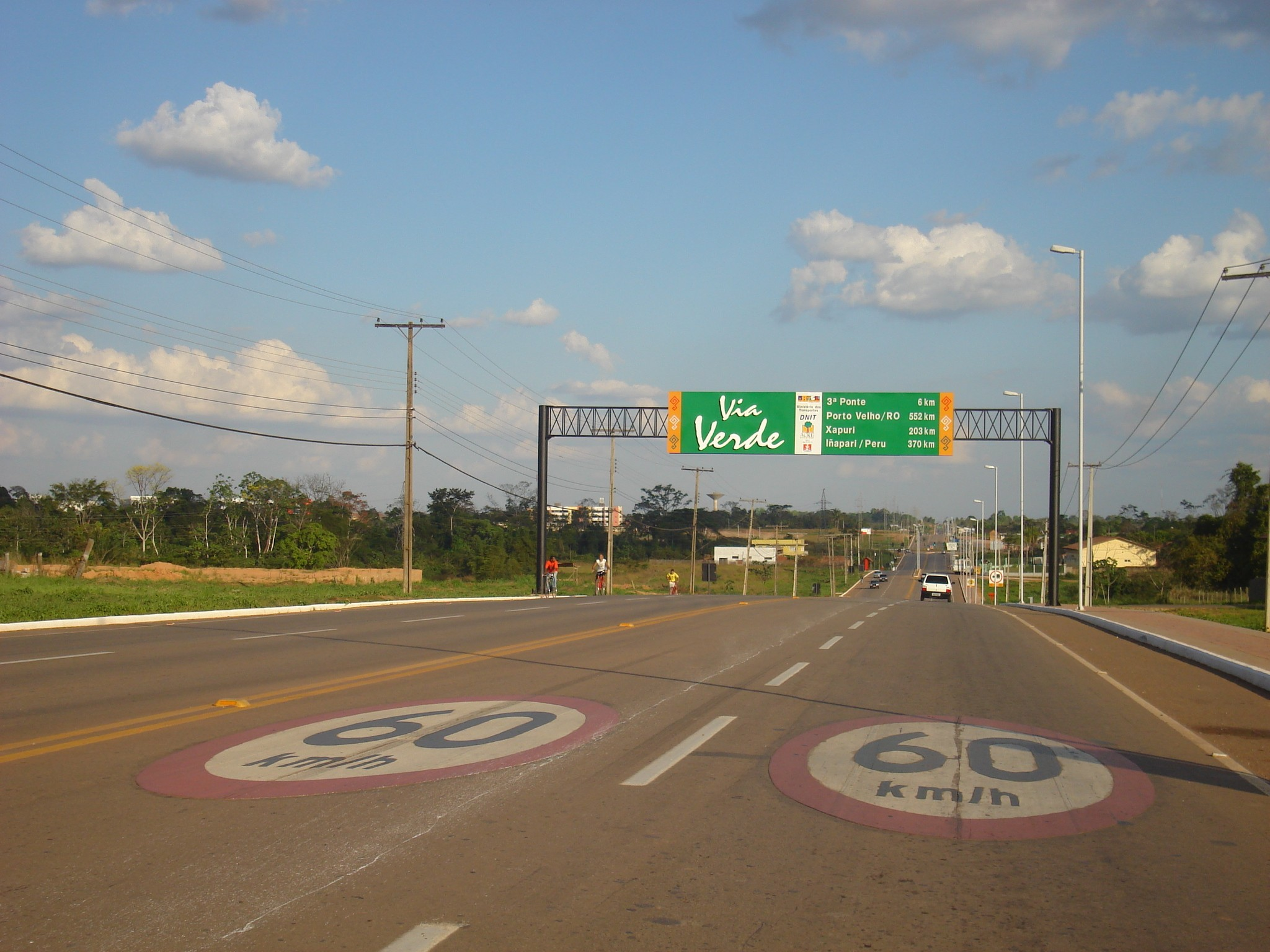
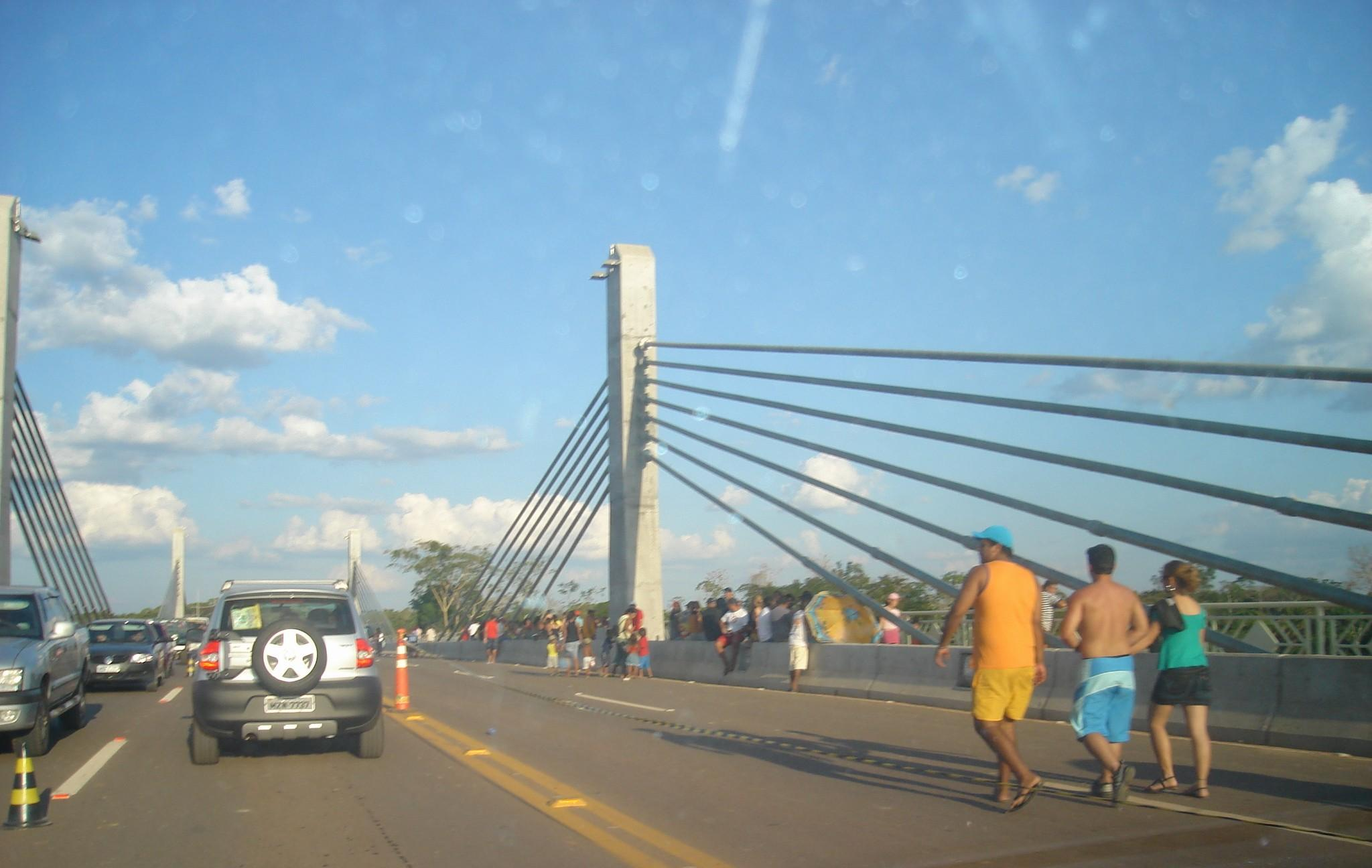
Мост